# ローリエイト・エデュケーション
ローリエット・エデュケーション（現：ローリエット・インターナショナル・ユニバーシティーズ/英語名：Laureate International Universities）は、世界各地で65校以上の大学を運営している大学ネットワーク。本社はマイアミ

## 概要
キャンパスは、北米、中南米、ヨーロッパとアジア29ヶ国に65以上ある。ホスピタリティ、ビジネス、医療、IT、工学、教育などの学科がある。現在、様々なキャンパスで75万名以上の学生が学んでいる。
日本では、聖トマス大学（2015年廃止）が加入していた。

## ローリエイト・エデュケーションのホスピタリティ学校
- グリオン大学（スイス・イギリス）
- レ・ロシュ大学（スイス・スペイン・中国）
- ブルーマウンテン・インターナショナル・ホテルマネジメント・スクール（オーストラリア）
- ケンドール大学（アメリカ）

## ローリエイト・エデュケーションのデザイン学校
- ドムス・アカデミー（イタリア）
- ナバ（イタリア）
- ニュースクール（アメリカ）
- メディアデザイン・スクール（ニュージーランド）
- サンタフェ大学（アメリカ）